# Пйотр Мовлік
Пйотр Мовлік (пол. Piotr Mowlik; нар. 21 квітня 1951, Рибник, Польща) — польський футболіст та тренер, виступав на позиції воротаря.

## Клубна кар'єра
Футбольну кар'єру розпочав у 196у році в молодіжній команді клубу ЛЗС Оржеповице, наступного року перейшов до РОВ (Рибник). У дорослому футболі дебютував у 1970 році в клубі «Унія» (Ратибор). У 1971 році перейшов до варшавської «Легії». У команді виступав протягом 6-и сезонів, зіграв у 131 матчі. Разом зі столичною командою став володарем кубку Польщі (1973), ставши заміною Владислава Гротинського. У 1977 році став гравцем познанського «Леха».У познанському клубі провів 7 сезонів, зіграв 153 матчі в польському чемпіонаті. Разом з «Лехом» вигравав національний кубок (1982) та чемпіонату Польщі (1983).
У 1983 році переїхав до США, де став гравцем клубу «Піттсбург Спіріт» Major Indoor Soccer League. У сезоні 1985/86 років втратив своє місце в основі, був дублером Девіда Брчича, зіграв усього 1 матч. 1 березня 1986 року «Спіріт» продав Пйотра до «Такоми Старз», а вже через 4 дні Мовлік дебютував за нову команду. Футбольну кар'єру завершив у 1987 році.

## Кар'єра в збірній
Дебютував у футболці національної збірної Польщі 31 жовтня 1974 року в переможному (2:0) товариському матчі проти збірної Канади. Востаннє футболку збірної одягав 18 листопада 1981 року в програному (2:3) товариському поєдинку проти Іспанії. У польській «кадрі» провів 21 матч. Потрапив до списку «40-а» для участі в чемпіонату світу-1974, а також був серед 22-х футболістів, які поїхали на чемпіонат світу 1982 року. На останньому з них поляки посіли третє місце. Окрім цього в 1976 році допоміг команді завоювати срібні нагороди Олімпійських ігор 1976 року.

## Кар'єра тренера
По завершенні кар'єри гравця розпочав тренерську діяльність. Працював в «Олімпії» (Познань), «Хеміку» (Бидгощ), «Варті» (Познань), «Лехії» (Костшин) та «Варті» (Срем). Допомагав тренувати воротарів у збірній Польщі та самостійно очолював «Тур» (Турек). З 2005 по 2006 років був головним тренером «Мешко» (Гнезно). З січня 2015 року — головний тренер команди з передмістя Гданську, «Маратончик» (Брежно). Паралельно з цим працює викладачем фізичної культури в шкільному комплексі міста Секеркі-Великі.

## Особисте життя
Пйотр має велику футбольну родину. Син Маріуш також став футболістом, викликався до збірної Польщі, на клубному рівні захищав кольори «Медзі» (Легниця). Інший син, Лукаш, тренував першу команду познанського «Леха». Зять — Адам Топольський, колишній футболіст варшавської «Легії». Дядько Давида Топольського, гравця «Стілона» (Ґожув-Велькопольський).
9 вересня 2012 року був затриманий Центральним антикорупційним бюро (CBA) за підозрою у корупційному скандалі в польському футболі.

## Статистика

### У збірній
| №   | Дата              | Місце                   | Суперник       | Результат | Змагання      | Грав   | Примітки |
| --- | ----------------- | ----------------------- | -------------- | --------- | ------------- | ------ | -------- |
| 1.  | 31 жовтня 1974    | Варшава                 | Канада         | 2-0       | товариський   | до 45' |          |
| 2.  | 8 жовтня 1975     | Лодзь                   | Угорщина       | 4-2       | товариський   | з 13'  |          |
| 3.  | 26 травня 1976    | Познань                 | Ірландія       | 0-2       | товариський   | з 46'  |          |
| 4.  | 31 липня 1976     | Монреаль                | НДР            | 1-3       | ОІ 1976       | з 20'  |          |
| 5.  | 19 серпня 1979    | Слупськ                 | Лівія          | 5-0       | товариський   | 90'    |          |
| 6.  | 27 лютого 1980    | Багдад                  | Ірак           | 1-1       | товариський   | 90'    |          |
| 7.  | 2 квітня 1980     | Брюссель                | Бельгія        | 1-2       | товариський   | 90'    |          |
| 8.  | 19 квітня 1980    | Турин                   | Італія         | 2-2       | товариський   | 90'    |          |
| 9.  | 26 квітня 1980    | Борово                  | Югославія      | 1-2       | товариський   | 90'    |          |
| 10. | 28 травня 1980    | Познань                 | Шотландія      | 1-0       | товариський   | 90'    |          |
| 11. | 22 червня 1980    | Варшава                 | Ірак           | 3-0       | товариський   | 90'    |          |
| 12. | 29 червня 1980    | Сан-Паулу               | Бразилія       | 1-1       | товариський   | 90'    |          |
| 13. | 2 липня 1980      | Санта-Крус-де-ла-Сьєрра | Болівія        | 1-0       | товариський   | 90'    |          |
| 14. | 9 липня 1980      | Богота                  | Колумбія       | 4-1       | товариський   | 90'    |          |
| 15. | 29 вересня 1980   | Хожув                   | Чехословаччина | 1-1       | товариський   | 90'    |          |
| 16. | 12 жовтня 1980    | Буенос-Айрес            | Аргентина      | 1-2       | товариський   | 90'    |          |
| 17. | 19 листопада 1980 | Краків                  | Алжир          | 5-1       | товариський   | до 45' |          |
| 18. | 7 грудня 1980     | Валлетта                | Мальта         | 2-0       | квал. ЧС 1982 | 77'    |          |
| 19. | 24 травня 1981    | Бидгощ                  | Ірландія       | 3-0       | товариський   | до 64' |          |
| 20. | 15 листопада 1981 | Вроцлав                 | Мальта         | 6-0       | квал. ЧС 1982 | 90'    |          |
| 21. | 18 листопада 1981 | Лодзь                   | Іспанія        | 2-3       | товариський   | з 46'  |          |

## Досягнення

### Командні
- Перша ліга Польщі
  -  Чемпіон (1): 1981/82
- Кубок Польщі
  -  Володар (2): 1972/73, 1981/82
- Чемпіонат світу
  -  Бронзовий призер (1): 1982
- Літні Олімпійські ігри
  -  Срібний призер (1): 1976